# Biserica „Sfântul Nicolae” din Vînători
Biserica „Sf. Nicolae” este o biserică amplasată în Vînători, raionul Nisporeni, Republica Moldova. Este un monument arhitectural de importanță națională inclus în Registrul monumentelor Republicii Moldova ocrotite de stat cu nr. 936 (raionul Nisporeni). Datează din 1774.